# Station Battle
Battle is een spoorwegstation in Engeland. Het station is Grade II listed